# Borowie
Borowie [bɔˈrɔvjɛ] é um povoado no condado de Garwolin, na voivodia da Mazóvia, no centro-leste da Polônia. É a sede da Comuna de Borowie. Fica a aproximadamente 11 quilômetros a nordeste de Garwolin e 61 km a sudeste de Varsóvia. Possui cerca de 400 habitantes.

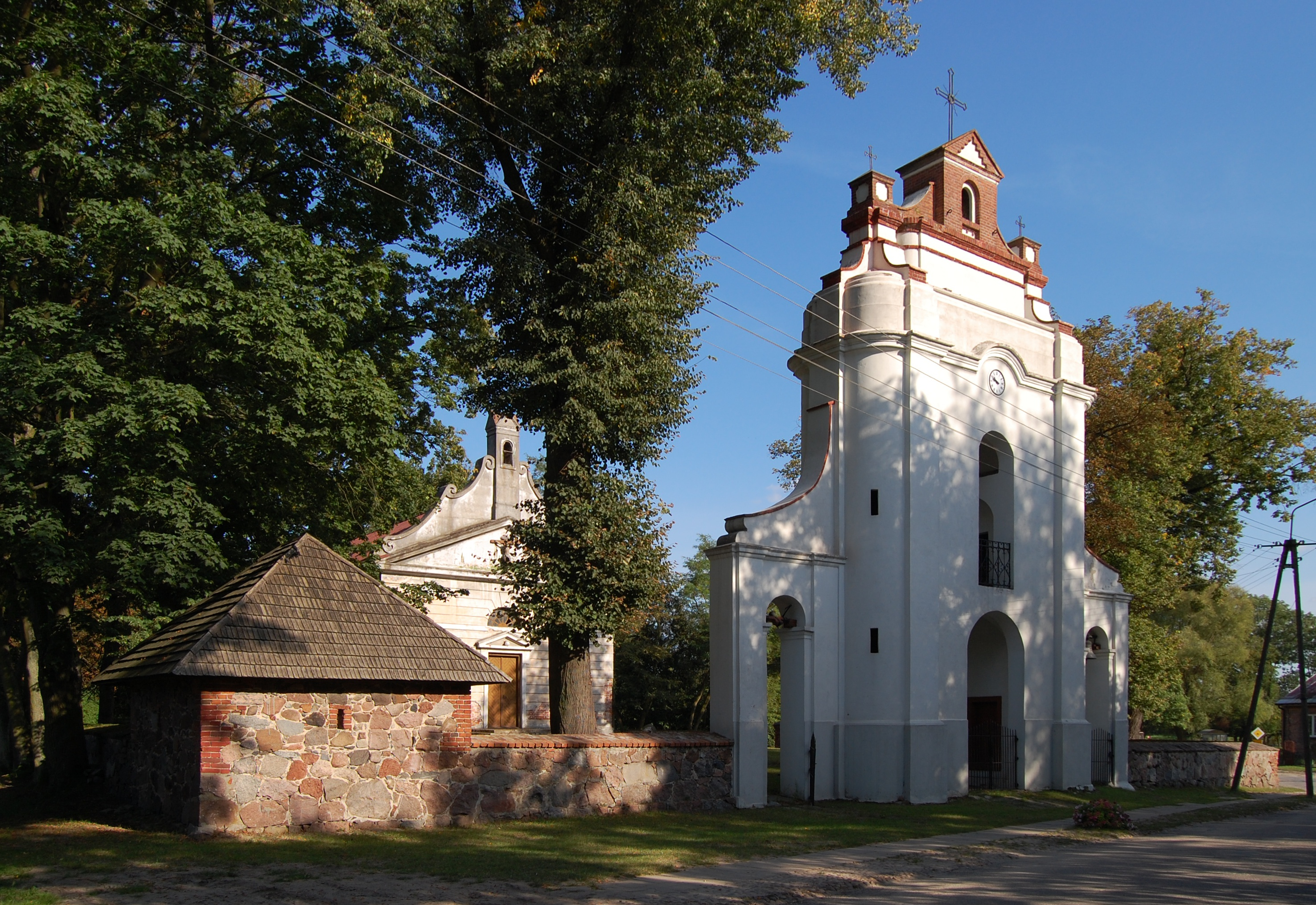
Igreja em Borowie, Polônia.